# 478 (tal)
478 är det naturliga talet som följer 477 och som följs av 479.

## Inom vetenskapen
- 478 Tergeste, en asteroid.

## Inom matematiken
- 478 är ett jämnt tal.
- 478 är ett sammansatt tal.
- 478 är ett semiprimtal.[1]